# Várzea do Douro
Várzea do Douro é uma povoação portuguesa do Município de Marco de Canaveses que foi sede da extinta Freguesia de Várzea do Douro, freguesia que tinha 4,78 km² de área e 2 098 habitantes (2011), e, por isso, uma densidade populacional de 438,9 hab/km².
A Freguesia de Várzea do Douro foi extinta pela reorganização administrativa de 2013, tendo o seu território sido agregado ao das Freguesias de Alpendorada e Matos e Torrão para criar a Freguesia de Alpendorada, Várzea e Torrão.
Até 6 de novembro de 1836, data em que passou a freguesia independente, fez parte do couto de São João de Pendurada. Nessa mesma data integrou o entretanto extinto concelho de Benviver.

## População
| População da freguesia de Várzea do Douro | População da freguesia de Várzea do Douro | População da freguesia de Várzea do Douro | População da freguesia de Várzea do Douro | População da freguesia de Várzea do Douro | População da freguesia de Várzea do Douro | População da freguesia de Várzea do Douro | População da freguesia de Várzea do Douro | População da freguesia de Várzea do Douro | População da freguesia de Várzea do Douro | População da freguesia de Várzea do Douro | População da freguesia de Várzea do Douro | População da freguesia de Várzea do Douro | População da freguesia de Várzea do Douro | População da freguesia de Várzea do Douro |
| ----------------------------------------- | ----------------------------------------- | ----------------------------------------- | ----------------------------------------- | ----------------------------------------- | ----------------------------------------- | ----------------------------------------- | ----------------------------------------- | ----------------------------------------- | ----------------------------------------- | ----------------------------------------- | ----------------------------------------- | ----------------------------------------- | ----------------------------------------- | ----------------------------------------- |
| 1864                                      | 1878                                      | 1890                                      | 1900                                      | 1911                                      | 1920                                      | 1930                                      | 1940                                      | 1950                                      | 1960                                      | 1970                                      | 1981                                      | 1991                                      | 2001                                      | 2011                                      |
| 493                                       | 576                                       | 689                                       | 673                                       | 699                                       | 731                                       | 820                                       | 991                                       | 996                                       | 1 117                                     | 1 368                                     | 1 644                                     | 1 851                                     | 2 015                                     | 2 098                                     |

| Distribuição da População por Grupos Etários | Distribuição da População por Grupos Etários | Distribuição da População por Grupos Etários | Distribuição da População por Grupos Etários | Distribuição da População por Grupos Etários | Distribuição da População por Grupos Etários | Distribuição da População por Grupos Etários | Distribuição da População por Grupos Etários | Distribuição da População por Grupos Etários | Distribuição da População por Grupos Etários |
| -------------------------------------------- | -------------------------------------------- | -------------------------------------------- | -------------------------------------------- | -------------------------------------------- | -------------------------------------------- | -------------------------------------------- | -------------------------------------------- | -------------------------------------------- | -------------------------------------------- |
| Ano                                          | 0-14 Anos                                    | 15-24 Anos                                   | 25-64 Anos                                   | > 65 Anos                                    |                                              | 0-14 Anos                                    | 15-24 Anos                                   | 25-64 Anos                                   | > 65 Anos                                    |
| 2001                                         | 509                                          | 322                                          | 1 031                                        | 153                                          |                                              | 25,3%                                        | 16,0%                                        | 51,2%                                        | 7,6%                                         |
| 2011                                         | 384                                          | 351                                          | 1 144                                        | 219                                          |                                              | 18,3%                                        | 16,7%                                        | 54,5%                                        | 10,4%                                        |

## Património
- Igreja Nova de São Martinho (matriz)
- Capelas da Senhora da Guia, de Nossa Senhora de Água do Lupe e de Nossa Senhora de Lurdes
- Casas da soalheira, da Vila Angélica, da Quinta da Várzea, da Senhora da Guia, do Sebolido e do Bairro
- Vestígios arqueológicos
- Cais de Bitetos
- Dólmen do Castelo de Baixo
- Lagares abertos na rocha
- Castro de Penegotas

## Personalidades ilustres
- Barão da Várzea do Douro e Visconde de Garcês